# Samyang
Samyang és una empresa sud-coreana d'òptica dedicada a la fabricació i comercialització d'objectius fixes manuals per a càmeres d'altres marques.
Els objectius Samyang també s'han comercialitzat amb les marques Bower i Rokinon: una enquesta del 2013 d'un web especialitzat preguntà de quina de les tres marques compraria un objectiu nou, sense desvelar que les tres eren la mateixa, i Rokinon quedà en primer lloc i Bower en l'últim; la marca Bower, originada el 1960, havia sigut adquirida per a facilitar les vendes als EUA.

## Cronologia
El llançament de l'objectiu 14 mm. ƒ/2,8, previst per a les acaballes del 2009, s'ajornà al principi del 2010 per mor d'un redisseny per a millorar el producte.
Atés que llurs objectius manuals es feren populars entre els cineastes digitals, l'any 2015 en rellançà alguns adaptats amb mecanismes d'enfocament per a vídeo, amb un preu molt competitiu.
El 2016 presentà els dos primers objectius amb autofocus: un 14 mm. ƒ/2,8 i un 50 mm. ƒ/1,4, ambdós per a la muntura E de Sony:
el gran angular de 14 mil·límetres, dissenyat de zero en comparança amb la versió manual, oferix una definició general òptima a f8, sobretot als angles, més difusos en totes les apertures; encara que no està estabilitzat, en tractar-se d'un gran angular —el de més camp de visió comercialitzat per Samyang per a Sony E— i en conjunció amb el mecanismes de les Sony a7 i a9, que reconeixen la distància focal de l'objectiu, compensen la vibració de la imatge; l'autofocus és intern i silenciós, i la distància mínima enfocable és de 2 centímetres; les crítiques professionals lloen la bona relació entre la qualitat de la imatge i el preu, inferior al d'altres obejctius equivalents, i destaquen l'absència de rosca frontal per a filtres entre els pocs defectes.
Dins de la seua gama XP d'alta resolució, destaca el 50 mm. ƒ/1,2 manual per la qualitat de la imatge, sense aberració cromàtica ni vinyetatge a una apertura entre ƒ/2,8 i 16, i amb un preu recomanat competitiu amb productes equivalents de Canon o Zeiss.
Al setembre del 2018 comercialitzà també el 14mm/2,8 automàtic per a la muntura de Nikon
i el 85mm/1,8 manual per a càmeres sense espill.
| A. | mm. | ƒ   | Tipus          | Enfocament. | Muntures |
| -- | --- | --- | -------------- | ----------- | -------- |
|    | 85  | 1,4 | asfèric        | manual      | 4/3 EF F |
|    | 7,5 | 3,5 | ull de peix    | manual      | MFT      |
|    | 500 | 8   | catadiòptric   | manual      | T2       |
|    | 500 | 6,3 | catadiòptric   | manual      | T2       |
|    | 500 |     | teleobjectiu   | manual      |          |
|    | 24  | 3,5 | tilt and shift |             |          |

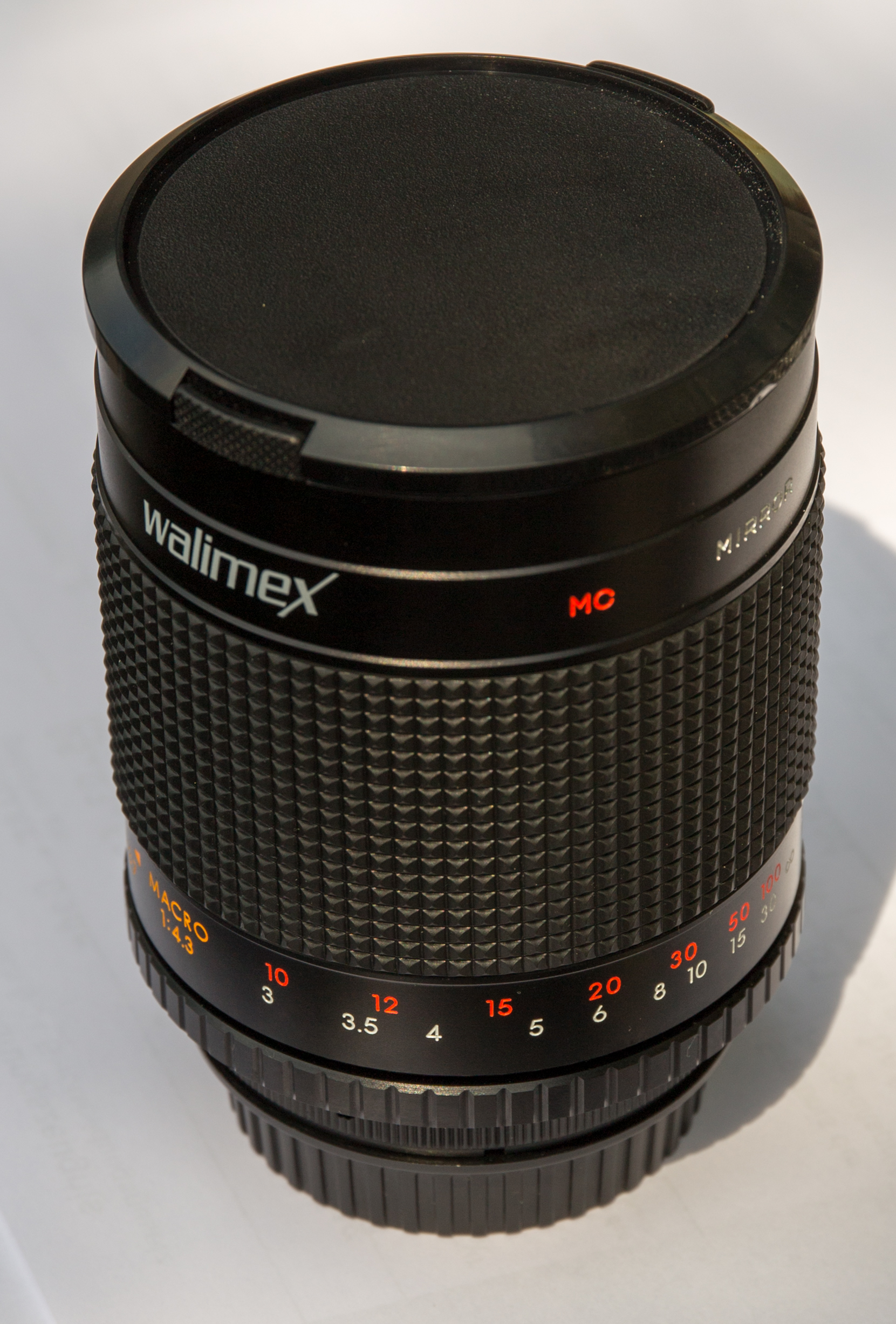
500 mm. ƒ/8 (catadiòptric)
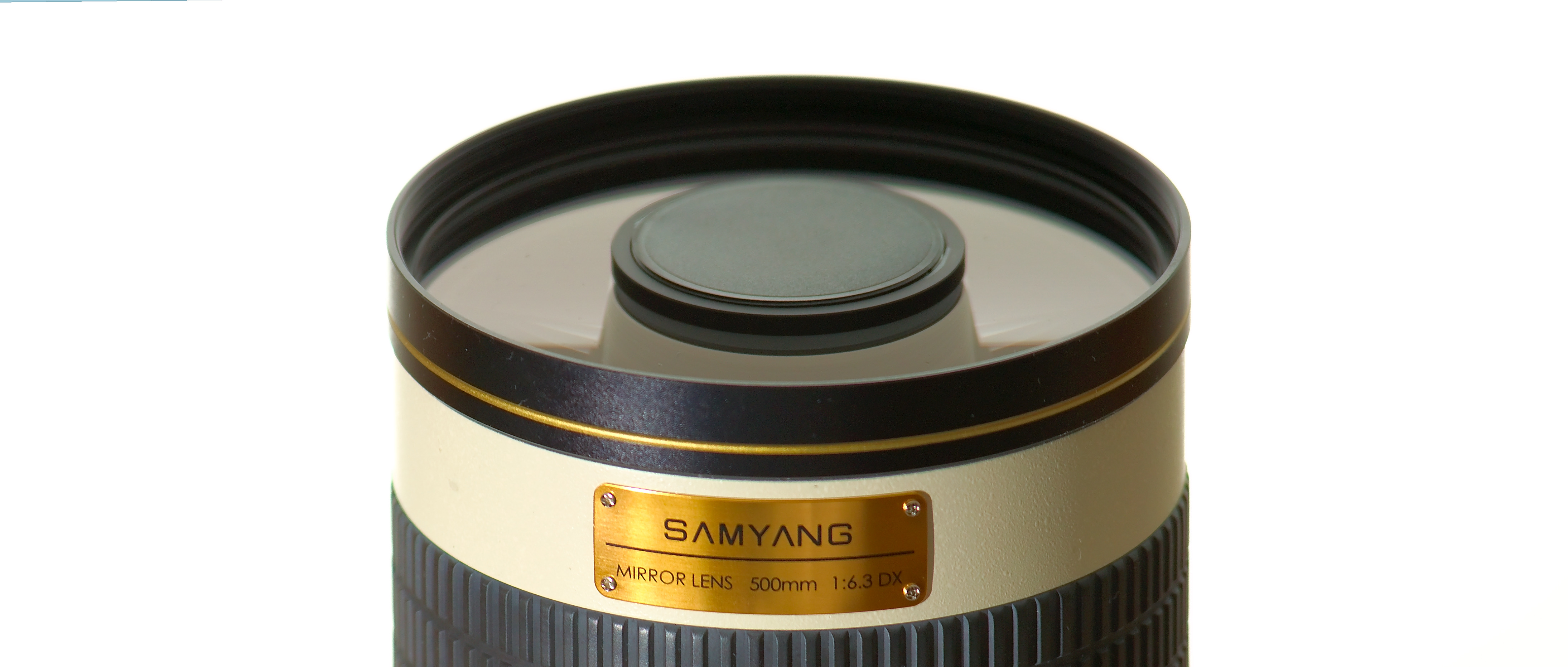
500 mm. ƒ/6,3 (catadiòptric)
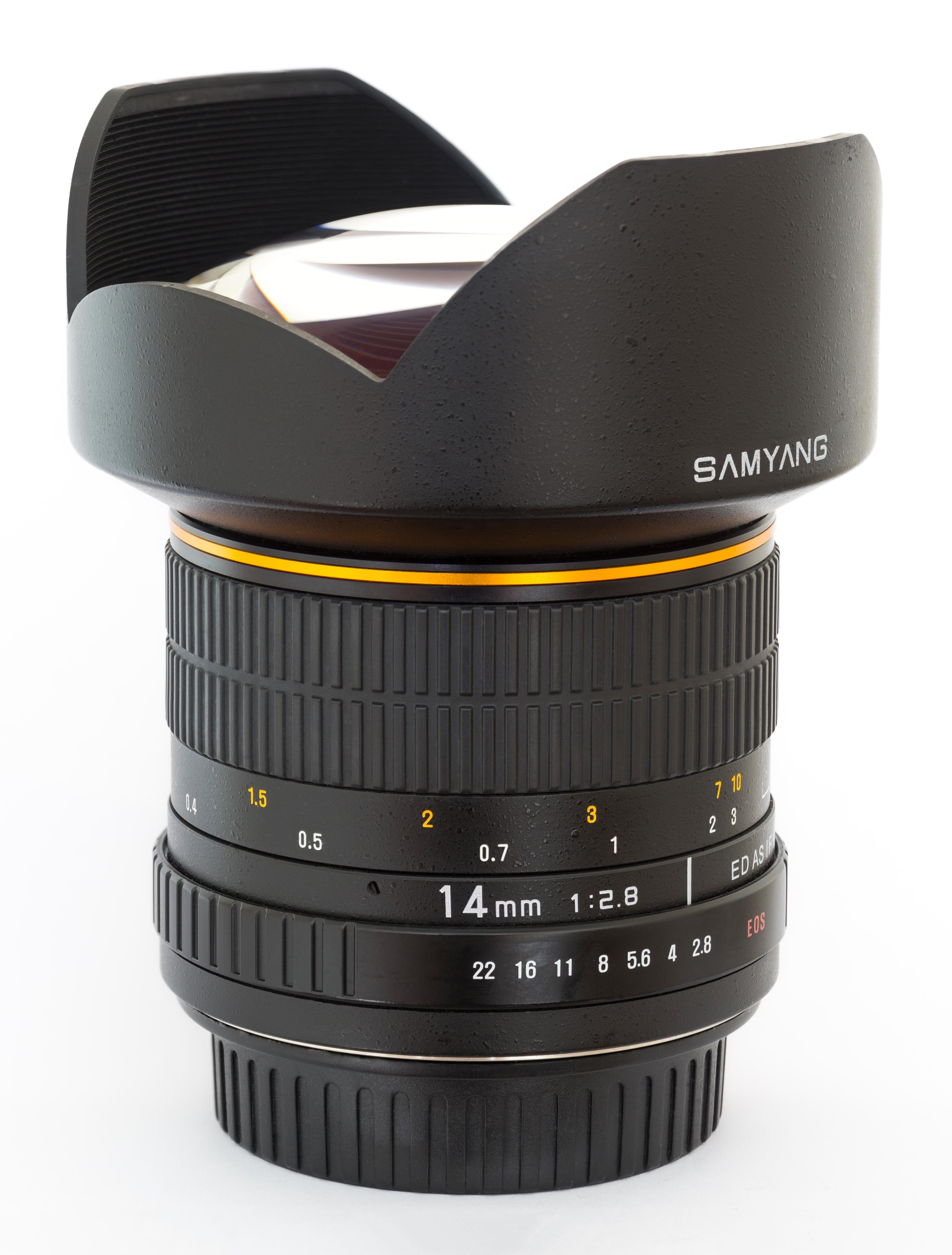
14 mm. ƒ/2,8 (manual)
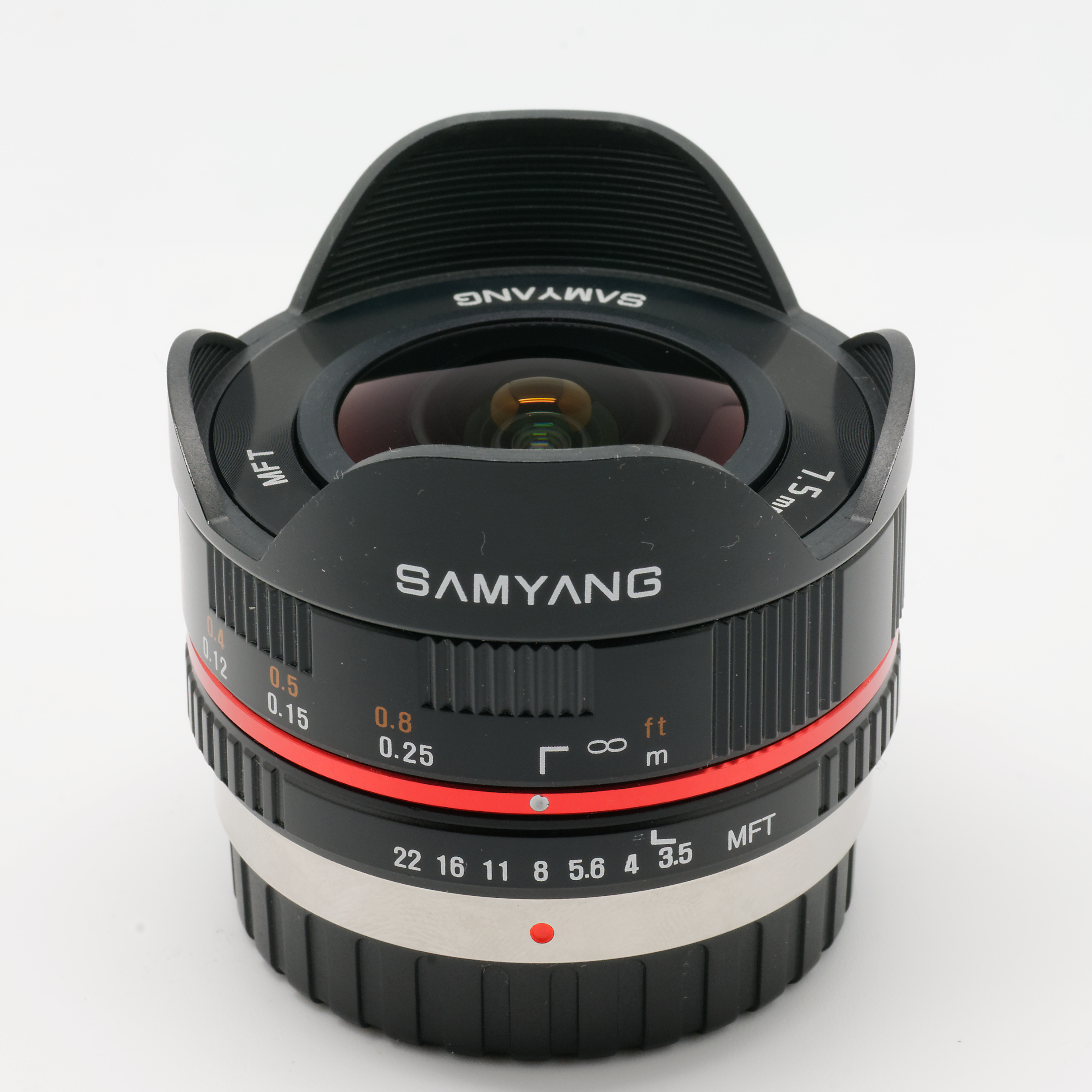
7,5 mm. ƒ/3,5 (ull de peix)
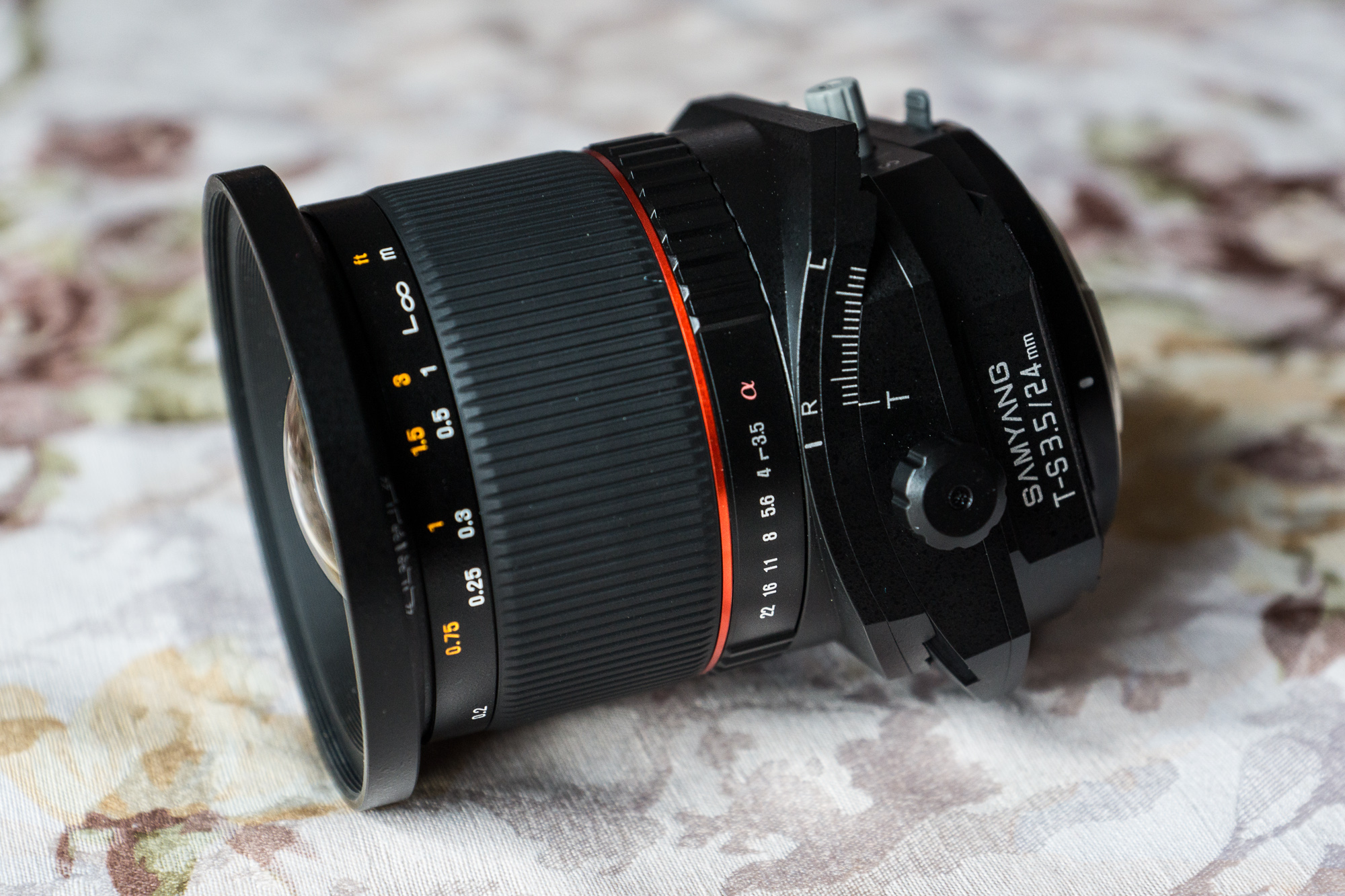
24 mm. ƒ/3,5 T-S
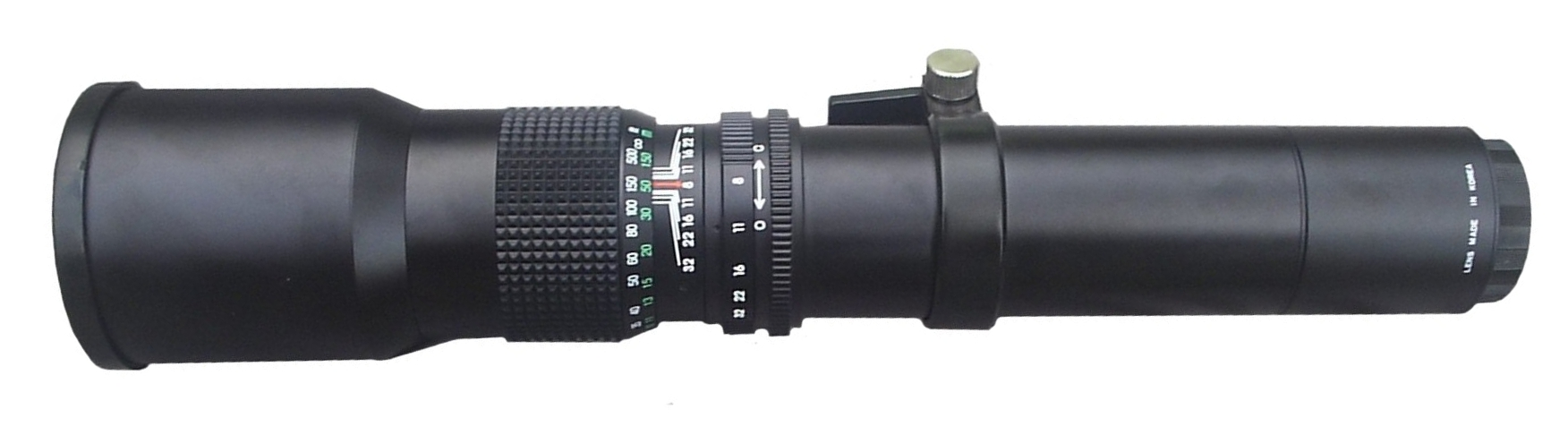
500 mm.